# 英格蘭制單位
英格蘭制單位（English units）是英格蘭在1826年以前所使用的度量衡單位，後來被帝國單位（Imperial units）取代。這些單位是由盎格魯-撒克遜與羅馬系統融合演變而來。不同時期、地區與用途所採用的標準有所差異。
「English units」一詞本身具有歧義，除了專指本條所述的英格蘭制單位外，有時也被用來泛指後來的帝國單位系統，以及美制單位（United States customary units）。
英格蘭制單位主要可分為兩大體系：一是溫徹斯特單位（Winchester Units），由亨利七世於1495年頒布，使用至1587年；另一是國庫標準（Exchequer Standards），由伊麗莎白一世於1588年制定，沿用至1825年。
在英格蘭（及大英帝國）境內，英格蘭制單位於1824年經由《度量衡法案》廢止，並自1826年1月1日起由帝國單位正式取代。該法案保留了多數原有單位名稱，但重新定義並標準化其數值。而美國因早於1824年脫離大英帝國，未參與此次改革，遂於1832年對既有的英格蘭制單位加以標準化，並發展成美制單位沿用至今。